# Generalny Komitet Ludowy
Generalny Komitet Ludowy (ar.اللجنة الشعبية العامة) – najwyższy organ władzy wykonawczej w Libii w okresie rządów Muammara Kaddafiego.
GKL liczył 22 członków, a na jego czele stał sekretarz (ostatnim był Al-Baghdadi Ali al-Mahmudi) pełniący funkcję premiera oraz trzech wicepremierów). 
Generalny Komitet Ludowy był powoływany przez Powszechny Kongres Ludowy.